# Camaleño
Camaleño és un municipi situat en l'extrem més occidental de la Comunitat Autònoma de Cantàbria, en la comarca de Liébana (és l'antic Valdebaró). Els seus límits són: al sud amb Vega de Liébana, a l'est amb Potes, al nord-est amb Cillorigo de Liébana, al nord-oest amb el municipi asturià de Peñamellera Baja i també amb la província de Lleó.
Als vessants del Pic Tesorero, al Massís Central dels Pics d'Europa, hi ha el refugi de muntanya Cabanya Verònica, amb una capacitat per a sis places en lliteres i és propietat de la Federació Càntabra d'Esports de Muntanya i Escalada.

## Localitats

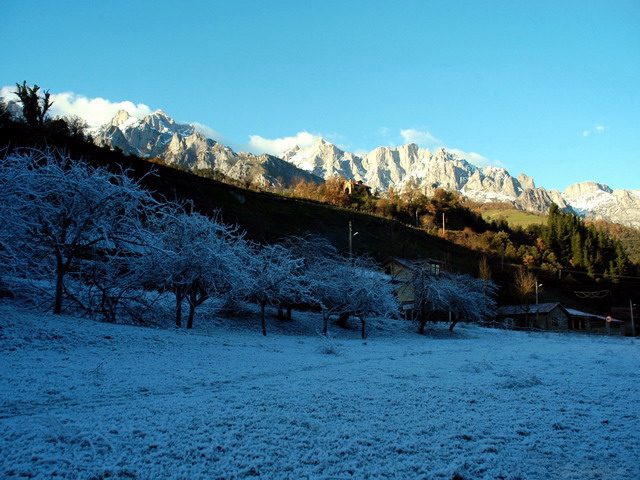
Els Pics d'Europa des de Camaleño.

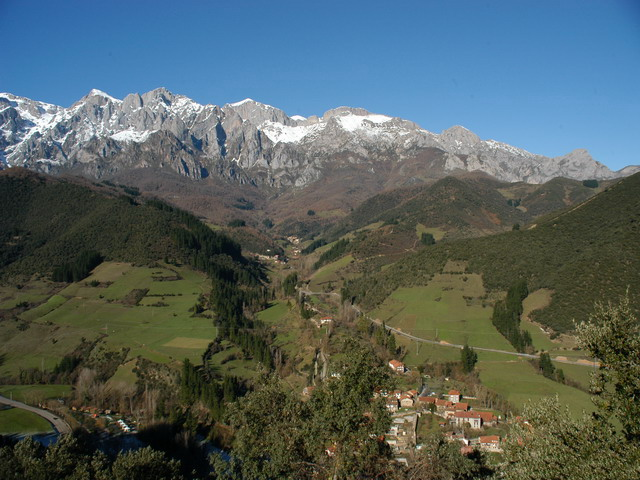
Vista dels Pics.

- Areños, 53 hab. (2006, INE)
- Argüébanes, 46 hab.

- Bárcena, 18 hab.
- Baró, 12 hab.
- Beares, 4 hab.
- Besoy, 8 hab.
- Bodia, 10 hab.
- Brez, 36 hab.
- Camaleño (Capital), 46 hab.
- Congarna, 15 hab.
- Cosgaya, 47 hab.
- Enterría, 1 hab.
- Espinama, 128 hab.
- La Frecha, 26 hab.
- Fuente Dé, 7 hab.
- Las Ilces, 12 hab.
- Lon, 69 hab.
- Los Llanos, 26 hab.
- Llaves, 29 hab.
- Mieses, 36 hab.
- Mogrovejo, 46 hab.
- La Molina, 18 hab.
- Pembes, 68 hab.
- Pido, 127 hab.
- Quintana, 8 hab.
- Redo, 14 hab.
- San Pelayo, 21 hab.
- Santo Toribio, 3 hab.
- Sebrango, 10 hab.
- Tanarrio, 30 hab.
- Treviño, 10 hab.
- Turieno, 98 hab.
- Vallejo, 6 hab.

## Demografia
| 1900  | 1910  | 1920  | 1930  | 1940  | 1950  | 1960  | 1970  | 1980  | 1990  | 2000  | 2007  |
| ----- | ----- | ----- | ----- | ----- | ----- | ----- | ----- | ----- | ----- | ----- | ----- |
| 2.686 | 2.492 | 2.591 | 2.587 | 2.701 | 2.526 | 2.236 | 1.807 | 1.402 | 1.327 | 1.101 | 1.100 |

Font: INE
| Eleccions municipals, 25 de maig de 2003 |      |        |          |
| Partit                                   | Vots | %      | Regidors |
| PP                                       | 362  | 42%    | 4        |
| PRC                                      | 352  | 40,84% | 4        |
| PSOE                                     | 123  | 14,27% | 1        |

| Eleccions municipals, 27 de maig de 2007 |      |        |          |
| Partit                                   | Vots | %      | Regidors |
| PP                                       | 340  | 40,52% | 4        |
| PRC                                      | 335  | 39,93% | 4        |
| PSOE                                     | 154  | 18,36% | 1        |